# Madeleine Ayinkamiye
Madeleine Ayinkamiye est une femme politique rwandaise.
En 1964, elle est nommée ministre des Affaires sociales, devenant ainsi la première femme membre du gouvernement rwandais, indépendant depuis 1962, et ce pour un an. Il faudra attendre 1992 pour que cela se produise à nouveau.